# カトリーヌ・マルシャル
カトリーヌ・マルシャル（Catherine Marchal、1967年5月3日 - ）は、フランスの女優。夫は俳優で映画監督のオリヴィエ・マルシャル。

## 出演作品
- 猟犬たちの夜 そして復讐という名の牙 Flics Season2 (2011) ※テレビシリーズ
- いずれ絶望という名の闇 Diamant 13 (2009)
- 猟犬たちの夜 オルフェーヴル河岸36番地-パリ警視庁 Flics Season1 (2008) ※テレビシリーズ
- やがて復讐という名の雨 MR 73 (2008)
- あるいは裏切りという名の犬 36 Quai des Orfèvres (2004)